# 刘焕华
刘焕华（2001年8月20日—），湖南嘉禾人，中国男子举重运动员，曾获得2022年世界举重锦标赛男子89公斤级铜牌、2023年世界举重锦标赛男子102公斤级金牌、2023年亚洲举重锦标赛男子96公斤级金牌、2024年夏季奥林匹克运动会男子102公斤级举重金牌。他是中国首位奥运会男子大级别金牌得主。